# Büchel (Wipperfürth)
Büchel ist eine Ortschaft in der Gemeinde Wipperfürth im Oberbergischen Kreis im Regierungsbezirk Köln in Nordrhein-Westfalen (Deutschland).

## Lage und Beschreibung
Büchel liegt im Südwesten von Wipperfürth nahe der Grenze zu Kürten. Nachbarorte sind Berghausen, Jörgensmühle und Alfen.
Der Ort gehört zum Gemeindewahlbezirk 150 und damit zum Ortsteil Thier.

## Geschichte
1443 wird der Ort erstmals unter der Bezeichnung „op dem Bockel“ in einer Einkunfts- und Rechteliste des Kölner Apostelstiftes genannt. Die Karte Topographia Ducatus Montani aus dem Jahre 1715 zeigt drei Höfe und bezeichnet diese mit „Büggel“. Die Topographische Aufnahme der Rheinlande von 1825 zeigt auf umgrenztem Hofraum vier getrennt voneinander liegende Grundrisse. Die Ortsbezeichnung lautet in dieser Karte „Buchel“. Ab der In der Preußischen Uraufnahme von 1840 wird der Name Büchel verwendet.
Im Bereich der Ortschaft stehen drei Wegekreuze aus den Jahren 1760, 1886 und 1960.

## Busverbindungen
Über die im Nachbarort Jörgensmühle gelegene Haltestelle der Linien 426 und 429 (VRS/OVAG, Stand: 2010) ist Büchel an den öffentlichen Personennahverkehr angebunden.

## Wanderwege
Der vom SGV ausgeschilderte Rundwanderweg A5 und der Thierer Rundweg führen am Ort vorbei.